# خوسيه إغناثيو فرانكو
خوسيه إغناثيو فرانكو (بالإسبانية: José Ignacio Franco) (1 أغسطس 1981 ببينا دي إبرو في إسبانيا - ) هو لاعب كرة قدم إسباني في مركز الهجوم. لعب مع رابيدو دي بوزاس وسلتا فيغو ونادي كوروتشو ونادي لاردة ونادي هويسكا وLogroñés CF ‏ وUD Lanzarote ‏ وUniversidad de Las Palmas CF ‏ وDeportivo Aragón ‏.

## وصلات خارجية
- خوسيه إغناثيو فرانكو على موقع قاعدة بيانات كرة القدم.إي يو (الإنجليزية)